# John Russell (1er comte de Bedford)
Pour les articles homonymes, voir John Russell.
John Russell (c. 1485 - 14 mars 1555) est un ministre anglais de l'ère Tudor. Il exerce les fonctions de Lord-grand-amiral et de Lord du sceau privé. L'abbaye et la ville de Tavistock, ainsi que la zone qui est aujourd'hui Covent Garden lui sont données par Henri VIII après la dissolution des monastères. Il est l'ancêtre de tous les comtes et ducs de Bedford et comtes Russell qui ont suivi, dont John Russell, Premier ministre du Royaume-Uni et le philosophe Bertrand Russell.

## Origines
John Russell est né vers 1485 probablement à Berwick-by-Swyre, Dorset, fils de Sir James Russell (d. nov. 1505) et sa première épouse Alice Wyse, fille de Thomas Wyse de Sidenham, près de Tavistock, Devon. Le père de James est peut-être Sir William Russell, mais plus probablement son frère John Russell (décédé avant novembre 1505) par sa femme Alice Froxmere, fille de John Froxmere de Droitwich, Worcestershire, parce que ses armoiries représentent Froxmere. L'aîné John Russell est le fils de Sir Henry Russell (décédé en 1463/4) et d'Elizabeth Herring, fille de John Herring de Chaldon Herring. Henry, un arrière-grand-père du 1er comte, est un important marchand de vin et expéditeur, qui représente Weymouth à la Chambre des communes à quatre reprises,.
Le lignage Russell ne peut remonter avec certitude qu'au père d'Henry Russell, Sir Stephen Russell, la preuve étant contenue dans un acte d'avril 1440  dans lequel Henry Russell cède à sa fille Christina et à son mari Walter Cheverell de Chauntemarle, un immeuble à Dorchester détenu par lui-même et ses héritiers moyennant le loyer d'une rose rouge. Dans l'acte, Henry se présente comme fils et héritier de Sir Stephen Russell et d'Alice, sa femme. Cette Alice semble avoir été l'héritière générale de la famille De la Tour, qui possédait depuis longtemps Berwick-by-Swyre, et par qui donc le manoir est introduit dans la famille Russell.
Sir Henry et Sir Stephen sont tous deux appelés Gascoigne ainsi que Russell, peut-être en raison de leur commerce du vin avec la France, comme dans une grâce de 1442 sous le sceau privé faisant référence à Henry Russell de Weymouth, marchand, alias Henry Gascoign, gentilhomme. On a longtemps cru dans la noble famille Russell, certainement par le 2e comte de Bedford, que la famille descendait de l'ancienne famille de Russell de Kingston Russell dans le Dorset, à trois miles au nord-est de Berwick, dont la descendance a été déclarée non prouvée par Gladys Scott Thomson. dans ses Two Centuries of Family History, Londres, 1930, un ouvrage exhaustif et érudit sur l'arbre généalogique précoce des comtes de Bedford.

## Carrière
En 1506, John Russell est au service de l'archiduc Philippe d'Autriche et de Jeanne la Folle sa femme (roi et reine de Castille) lorsqu'ils font naufrage au large de Weymouth et escortent le couple royal à la cour d'Angleterre à Londres. Il devient gentilhomme de la Chambre privée d'Henri VII en 1507 et de son fils et successeur Henri VIII en 1509, qui l'emploient dans diverses missions militaires et diplomatiques pendant la guerre de la Ligue de Cambrai. Il est à la prise de Thérouanne et de Tournai. Il est fait chevalier le 2 juillet 1522 après avoir perdu un œil lors de la prise de Morlaix en Bretagne, et il est témoin de la bataille de Pavie.
Après son mariage au printemps 1526, il apporte des modifications à son siège ancestral Chenies Manor House (en) pour refléter sa nouvelle bonne fortune. Il est maintenant dans la faveur du roi et du cardinal Wolsey, bien qu'il ne souffre pas de disgrâce à la chute de ce dernier.
Il est nommé haut shérif du Dorset et du Somerset en 1528 et est député du Buckinghamshire de 1529 à 1536, conservant la faveur royale malgré l'antipathie d'Anne Boleyn. À la fin de 1536, il est nommé conseiller privé et contribue à réprimer le Pèlerinage de Grâce.
La chute et l'exécution d'Henri Courtenay, marquis d'Exeter, laissent un vide de pouvoir dans les comtés du sud-ouest de l'Angleterre, que Russell est appelé à combler. Le 9 mars 1538/1539, il est créé baron Russell et nommé Lord Président du Conseil de l'Ouest. Le mois suivant, il est fait Chevalier de la Jarretière. En juillet 1539, il est nommé Grand Intendant de Cornouailles et Lord Warden of the Stannaries.
Le Conseil de l'Ouest s'avère un échec en tant qu'instrument de gouvernement et ne survit pas à la chute de Thomas Cromwell. Russell, cependant, reste un grand magnat dans les comtés de l'ouest et obtient le poste de Lord High Admiral en 1540. (Le précédent titulaire, le comte de Southampton, a remplacé Cromwell en tant que Lord du sceau privé). Après qu'Henri VIII ait rencontré Anne de Clèves à Rochester, le lendemain, il demande à Russell s'il "la trouvait juste". Russell répond avec sa diplomatie et sa prudence naturelles qu'il la prenait "non pas pour être blonde, mais d'un teint brun ". En 1542, Russell lui-même démissionne de l'Amirauté et accède au sceau privé à la mort de Southampton. Il est High Steward de l'Université d'Oxford de 1543 jusqu'à sa mort.
Pendant la guerre d'Italie de 1542, il assiège sans succès Montreuil en 1544, et est capitaine général de l'avant-garde de l'armée pour l'attaque de Boulogne en 1545. Il est un proche compagnon du roi Henri VIII durant les dernières années de son règne. À la mort d'Henri en 1547, il est l'un des exécuteurs testamentaires du roi et l'un des seize conseillers pendant la minorité de son fils le roi Édouard VI.
Le 21 juin 1553, il est l'un des vingt-six pairs qui signent le règlement de la couronne pour Lady Jane Grey. Il est envoyé pour assister le roi Philippe II en Angleterre à son arrivée d'Espagne pour épouser la reine Mary.

## Comté

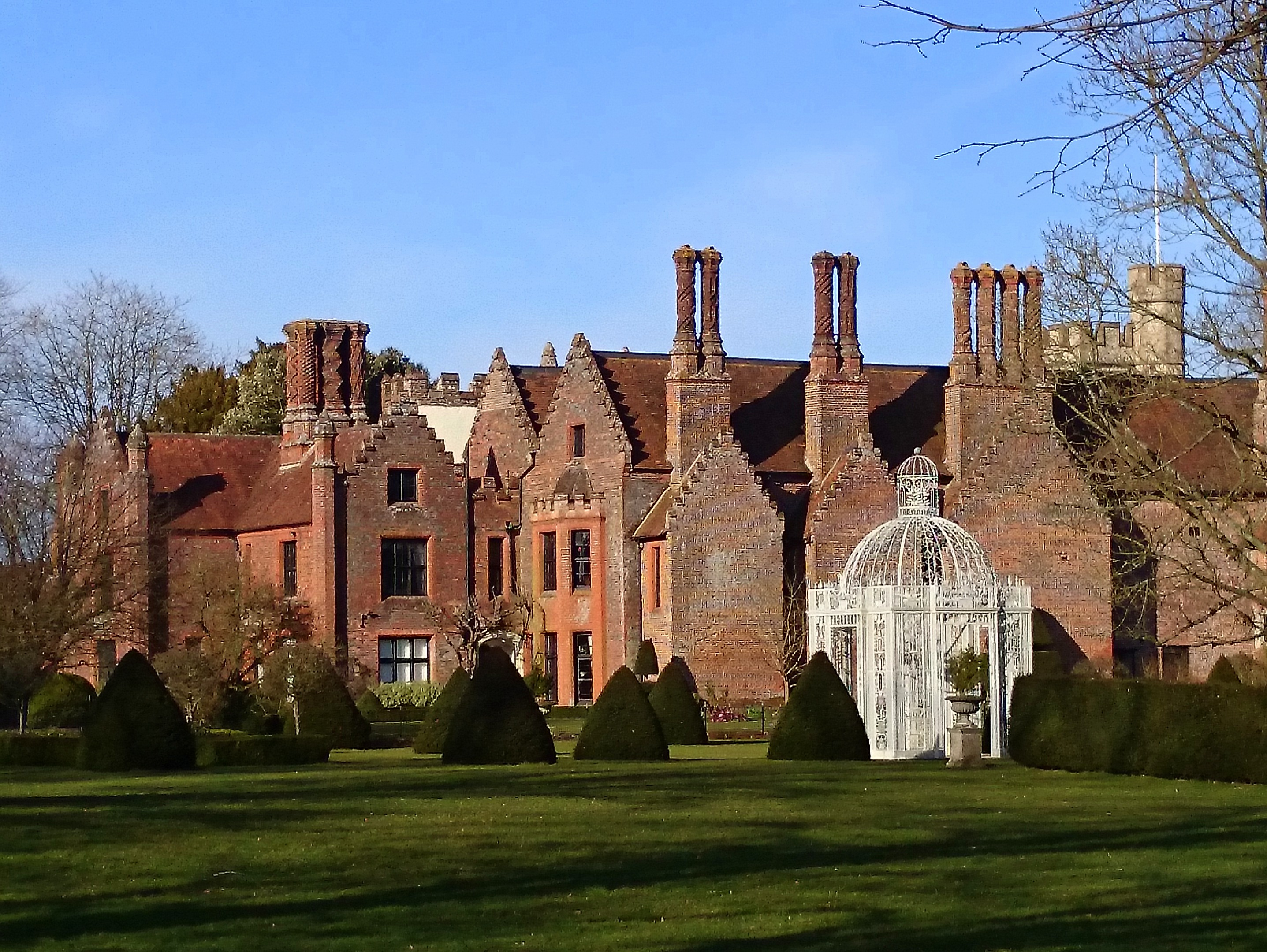
Manoir des Chénies

Il est Lord grand intendant lors du couronnement du roi Édouard VI (1547-1553) le 20 février 1547. Il est créé par ce jeune roi (en pratique par le régent) comte de Bedford le 19 janvier 1550 pour son aide dans l'exécution de l'ordre du Conseil contre les "images" et pour la promotion de la nouvelle religion. En 1552, il est nommé Lord-lieutenant du Devon.

## Mariage et descendance
Au printemps 1526, il épouse Anne Sapcote, fille de Sir Guy Sapcote de Huntingdonshire par sa femme Margaret Wolston et veuve successivement de John Broughton (décédé le 24 janvier 1518)  de Toddington, Bedfordshire, dont elle a un fils et trois filles, et de Sir Richard Jerningham (décédé en 1525), par qui elle n'a aucune descendance. D'Anne Sapcote il a un enfant :
- Francis Russell (2e comte de Bedford) (1527-1585), fils et héritier.

### Beaux-enfants
La descendance d'Anne Sapcote par son premier mari John Broughton (décédé en 1518) est :
- John Broughton (mort en 1528) ;
- Katherine Broughton (décédée le 23 avril 1533), qui est d'une part la pupille du cardinal Wolsey, et d'autre part d'Agnes Howard, duchesse de Norfolk, qui arrange le mariage de Katherine avec son fils aîné, William Howard (1er baron Howard d'Effingham)[13],[14] [15] ;
- Anne Broughton (décédée le 16 mai 1562), [16] [17] qui épouse, comme seconde épouse, par dispense du 24 mai 1539, Sir Thomas Cheyney, Gouverneur des Cinq-Ports[18] [19]. Il y a un monument en son honneur à Toddington[20] ;
- Fille dont le nom est inconnu, et décédée entre juillet 1517 et 1529[21].

## Mort et enterrement
Russell meurt le 14 mars 1555 et est enterré dans son manoir ancestral de Chenies, Buckinghamshire, dans la chapelle privée de Bedford de l'église paroissiale à côté de Chenies Manor House, son ancienne résidence principale. Les ducs de Bedford continuent d'être enterrés dans cette chapelle.
Sa veuve, Anne, meurt le 14 mars 1559 et est inhumée à Chenies le 21 mars 1559.

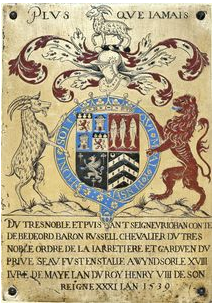
Plaque de décrochage de la jarretière de John Russell, 1er comte de Bedford, installé en tant que chevalier de la jarretière le 18 mai 1539.